# Aleksandr Alekseevič Chanžonkov
Aleksandr Alekseevič Chanžonkov (in russo Александр Алексеевич Ханжонков?; Makeevka, 8 agosto 1877 – Jalta, 26 settembre 1945) è stato un produttore cinematografico russo.

## Biografia

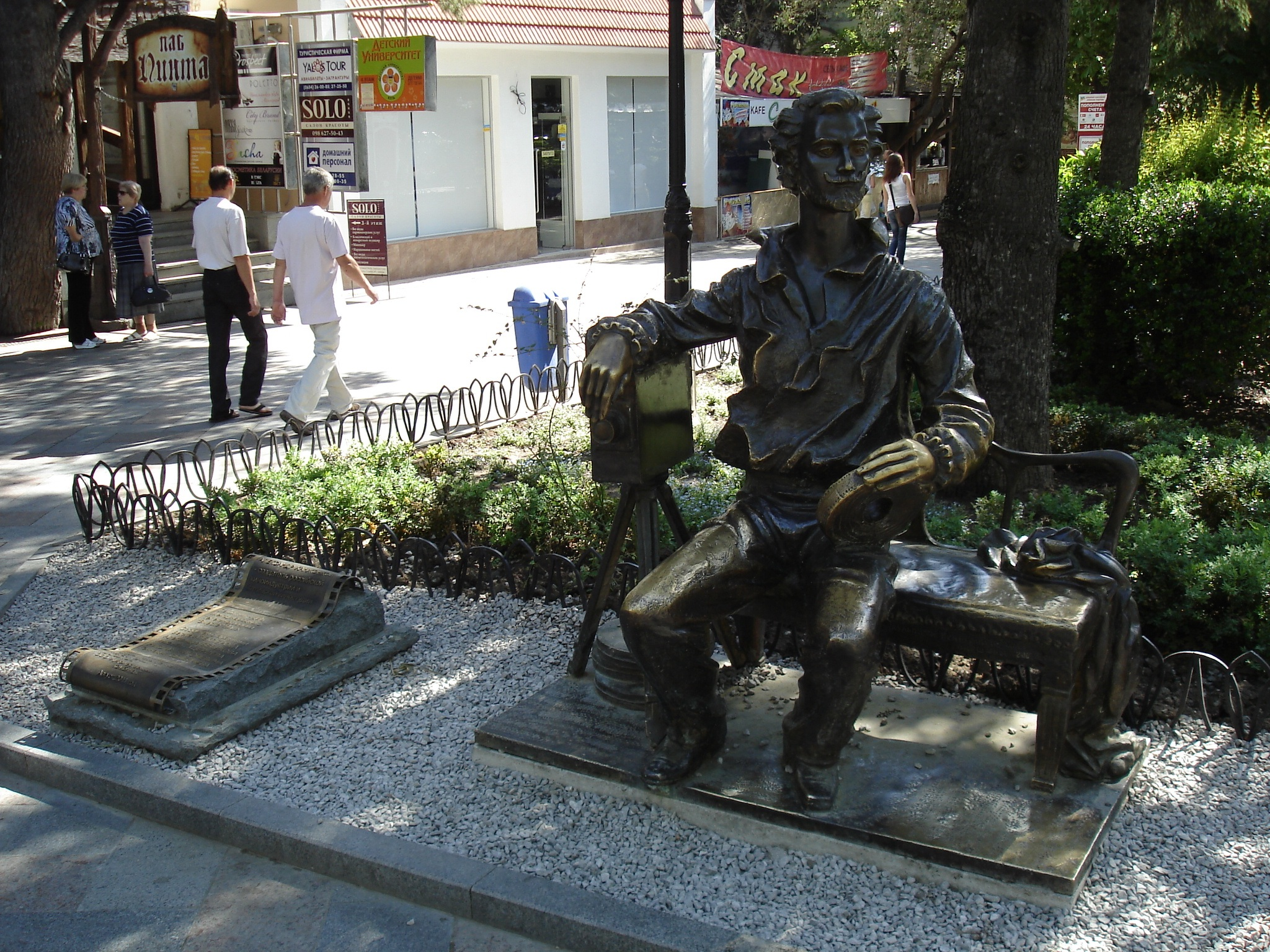
Monumento di Chanžonkov a Jalta

Nato in una famiglia di nobili impoveriti, intraprese la carriera militare. Dopo sette anni, lasciò l'esercito e andò all'estero, dove ottenne la rappresentanza di pellicole destinate al mercato russo. Nel 1906 fondò a Mosca un'azienda di rivendita di pellicole e di apparecchi cine-fotografici. Nel 1909 si diede alla produzione di film e nel giro di due anni divenne il maggior produttore del suo paese, sia per la quantità (73 film nel 1915; 92 nel 1916; 38 nel 1917) sia per la qualità.
Dalla sua casa cinematografica furono prodotte alcune delle migliori pellicole del cinema russo del periodo pre-sovietico, e vi collaborarono importanti registi come Bauer, Čardynin e Gončarov.
Nel 1920, dopo la Rivoluzione, lasciò il suo paese per l'Europa Occidentale, e vi fece ritorno nel 1923, quando fu nominato direttore del Proletkino. Nel 1926 fu arrestato con altri del Proletkino per irregolarità finanziarie. Licenziato e privato dei diritti politici, gli fu vietato di occuparsi di cinema.
Trasferitosi a Jalta, le sue condizioni di salute peggiorarono e nel 1937 fu riabilitato e gli fu assegnata una pensione. Nello stesso anno diede alle stampe un importante libro dedicato agli esordi del cinema russo, intitolato I primi anni dell'industria cinematografica russa. Ricordi.
Le sue memorie sono rimaste manoscritte e conservate nell'Università di cinematografia di Mosca.

## Filmografia parziale

### Regista
- Gospodin direktor flirtuet (1914)

### Produttore
- La vendetta del cineoperatore (Месть кинематографического оператора), regia di Władysław Starewicz (1912)
- The insect's Christmas (Месть кинематографического оператора (1912) фильм смотреть онлайн), regia di Władysław Starewicz (1913)
- Slava - nam, smert' - vragam, regia di Evgenij Bauėr (1914)